# Zi de zi
Zi de zi este cotidian mureșean din Târgu Mureș.